# Prairie Grove (Illinois)
Prairie Grove – wieś w Stanach Zjednoczonych, w stanie Illinois, w hrabstwie McHenry.